# Igor Mihajlovski
Igor Mihajlovski (in macedone Игор Михајловски?; Kumanovo, 24 dicembre 1973) è un ex cestista e allenatore di pallacanestro macedone, fino al 1992 jugoslavo.

## Palmarès

### Giocatore
- YUBA liga: 1

Partizan Belgrado: 1991-92
- Coppa di Jugoslavia: 1

Partizan Belgrado: 1992
- Coppa dei Campioni: 1

Partizan Belgrado: 1991-92
- Campionato macedone: 3

Rabotnički Skopje: 1997-98, 1998-99
- Coppa di Macedonia: 2

MZT Skopje: 1997
Rabotnički Skopje: 1998